# Гудман-Хилл, Том
Том Гудман-Хилл (англ. Tom Goodman-Hill) — английский актёр кино и телевидения.

## Ранняя жизнь
Окончил Уорикский университет, некоторое время работал учителем в Ковентри, прежде чем переехал в Лондон и стал актёром.

## Карьера
В 2003 появился в фильме Стивена Норрингтона «Лига выдающихся джентльменов», в котором сыграл Сандерсона Рида, представителя британского правительства, отправленного в Кению для вербовки в отряд Аллана Квотермейна. В 2004 озвучил Питера Петтигрю в видеоигре «Гарри Поттер и узник Азкабана», а затем в 2005 в игре «Гарри Поттер и Кубок Огня». В 2008 исполнил роль преподобного Артура Голайтли в эпизоде «Единорог и оса» сериала «Доктор Кто». В 2014 и 2015 году снимался во второстепенных ролях в фильмах «Игра в имитацию» и «Эверест».
В 2015 году получил постоянную роль в телесериале канала AMC «Люди».
В 2016 озвучивал персонажа Дамьена де ла Тура в компьютерной игре «Ведьмак 3: Дикая Охота» в дополнении «Кровь и вино».

## Личная жизнь
В 2010 познакомился с актрисой Джессикой Рэйн во время участия в постановке в Королевском национальном театре, вскоре у пары завязались романтические отношения. 1 сентября 2015 года Гудман-Хилл и Рэйн поженились. Их сын родился в 2019 году.

## Фильмография
| Год       |    | Русское название               | Оригинальное название                 | Роль                       |
| --------- | -- | ------------------------------ | ------------------------------------- | -------------------------- |
| 1999      | с  | Джонатан Крик                  | Jonathan Creek                        | Джефф                      |
| 2001      | ф  | Шарлотта Грей                  | Charlotte Gray                        | английский бизнесмен       |
| 2002      | с  | Офис                           | The Office                            | Рэй                        |
| 2003      | ф  | Лига выдающихся джентльменов   | The League of Extraordinary Gentlemen | Сандерсон Рид              |
| 2005—2011 | с  | Идеал                          | Ideal                                 | Фил «PC» Коллинз           |
| 2006      | тф | Дочь Гидеона                   | Gideon's Daughter                     | Дент                       |
| 2008      | с  | Льюис                          | Lewis                                 | Ричард Хелм                |
| 2008      | с  | Доктор Кто                     | Doctor Who                            | преподобный Артур Голайтли |
| 2008      | с  | Убийства в Мидсомере           | Midsomer Murders                      | Тристан Балиол             |
| 2009      | с  | Виртуозы                       | Hustle                                | Альфи Бэрон                |
| 2009      | с  | Инспектор Джордж Джентли       | Inspector George Gently               | Сэм Дрейпер                |
| 2010      | с  | Война Фойла                    | Foyle's War                           | Морис Джонс                |
| 2011      | ф  | Как выйти замуж за миллиардера | Chalet Girl                           | Лес                        |
| 2011      | с  | Воскрешая мёртвых              | Waking the Dead                       | Тристан                    |
| 2011      | с  | Преступления прошлого          | Case Histories                        | Нил Хантер                 |
| 2011      | с  | Доктор Мартин                  | Doc Martin                            | Марк Бридж                 |
| 2011      | с  | Чёрное зеркало                 | Black Mirror                          | Том Блайс                  |
| 2012      | с  | Вызовите акушерку              | Call the Midwife                      | Дэвид Джонс                |
| 2012      | с  | Пустая корона                  | The Hollow Crown                      | сэр Стивен Скруп           |
| 2013—2016 | с  | Мистер Селфридж                | Mr Selfridge                          | мистер Гроув               |
| 2014      | ф  | Игра в имитацию                | The Imitation Game                    | сержант Стал               |
| 2015      | ф  | Эверест                        | Everest                               | Нил Бейдлман               |
| 2015—2018 | с  | Люди                           | Humans                                | Джозеф «Джо» Хокинс        |
| 2024      | с  | Оленёнок                       | Baby Reindeer                         | Дэрриен О’Коннор           |

## Озвучивание игр
| Год  | Название на русском языке             | Название в оригинале                     | Роль                     |
| ---- | ------------------------------------- | ---------------------------------------- | ------------------------ |
| 2004 | Гарри Поттер и узник Азкабана         | Harry Potter and the Prisoner of Azkaban | Питер Петтигрю           |
| 2005 | Гарри Поттер и Кубок Огня             | Harry Potter and the Goblet of Fire      | Питер Петтигрю           |
| 2016 | Ведьмак 3: Дикая Охота — Кровь и вино | Wiedźmin 3: Dziki Gon — Krew i Wino      | капитан Дамьен де ла Тур |